# Bambusetum
Un bambusetum es un jardín botánico o un sector de un jardín botánico especializado en el taxón de las bambusóideas. Esperablemente, además de la colección de plantas vivas en su jardín y el semillero posee ejemplares herborizados de plantas que actualmente y en el pasado formaron parte del jardín (un herbario), y una biblioteca con floras y monografías taxonómicas sobre el taxón.